# Муньйоверос
Муньйоверос (ісп. Muñoveros) — муніципалітет в Іспанії, у складі автономної спільноти Кастилія-і-Леон, у провінції Сеговія. Населення — 186 осіб (2010).
Муніципалітет розташований на відстані близько 85 км на північ від Мадрида, 28 км на північний схід від Сеговії.

## Демографія
Динаміка населення (INE ):